# Вірджинія Вейд
Вірджинія Вейд (англ. Virginia Wade; нар. 10 липня 1945) — британська тенісистка, чемпіонка трьох турнірів Великого шолома в одиночному розряді й чотирьох у парному розряді, колишня неофіційна перша ракетка світу в парній грі, офіцер Ордену Британської імперії.
Вейд народилася в Англії, але дитинство провела в Південній Африці, де її батько був архідияконом Дурбана. Повернувшись до Англії, вона вивчала математику й фізику в Університеті Сассексу, який закінчила в 1966-му.
Вейд розпочала кар'єру тенісистки ще в любительську еру, але відразу ж перейшла в професіонали, коли почалася відкрита ера. Вона виграла перший Відкритий чемпіонат США. У 1972 році вона виграла Відкритий чемпіонат Австралії, а наступного року була зарахована в Орден Британської імперії. Найславніша перемога Вейд — виграш Вімблдону 1977 року, коли турнір відзначав своє століття. Відтоді жодна британська тенісистка не вигравала Вімблдонський турнір, а до 2012 року, цього не міг добитися й британський тенісист. 
Граючи з Маргарет Сміт Корт, Вейд чотири рази вигравала турніри Великого шолома в парному розряді.
1986 році Вейд отримала звання офіцера Ордену Британської імперії. 1989 року Вейд було введено в Міжнародну залу тенісної слави.

## Значні фінали

### Турніри Великого шолома

#### Одиночний розряд: 3 титули
| Результат | Рік  | Турнір          | Поверхня | Супротивниця    | Рахунок       |
| --------- | ---- | --------------- | -------- | --------------- | ------------- |
| Перемога  | 1968 | US Open         | Трава    | Біллі Джин Кінг | 6–4, 6–2      |
| Перемога  | 1972 | Australian Open | Трава    | Івонн Гулагонг  | 6–4, 6–4      |
| Перемога  | 1977 | Wimbledon       | Трава    | Бетті Стеве     | 4–6, 6–3, 6–1 |

#### Пари: 10 (4 титули)
| Результат | Рік  | Турнір          | Поверхня | Партнерка      | Супротивниці                       | Рахунок            |
| --------- | ---- | --------------- | -------- | -------------- | ---------------------------------- | ------------------ |
| Поразка   | 1969 | US Open         | Трава    | Маргарет Корт  | Франсуаз Дюрр Дарлін Гард          | 0–6, 6–3, 6–4      |
| Поразка   | 1970 | Wimbledon       | Трава    | Франсуаз Дюрр  | Розі Казалс Біллі Джин Кінг        | 6–2, 6–3           |
| Поразка   | 1970 | US Open         | Трава    | Розі Казалс    | Маргарет Корт Джуді Тегарт Дальтон | 6–3, 6–4           |
| Поразка   | 1972 | US Open         | Трава    | Маргарет Корт  | Франсуаз Дюрр Бетті Стеве          | 6–3, 1–6, 6–3      |
| Перемога  | 1973 | Australian Open | Трава    | Маргарет Корт  | Керрі Гарріс Керрі Мелвілл         | 6–4, 6–4           |
| Перемога  | 1973 | French Open     | Ґрунт    | Маргарет Корт  | Франсуаз Дюрр Бетті Стеве          | 6–2, 6–3           |
| Перемога  | 1973 | US Open         | Трава    | Маргарет Корт  | Розі Казалс Біллі Джин Кінг        | 2–6, 6–3, 7–5      |
| Перемога  | 1975 | US Open         | Ґрунт    | Маргарет Корт  | Розі Казалс Біллі Джин Кінг        | 7–5, 2–6, 7–6(7–5) |
| Поразка   | 1976 | US Open         | Ґрунт    | Ольга Морозова | Лінкі Бошофф Іліана Клосс          | 6–1, 6–4           |
| Поразка   | 1979 | French Open     | Ґрунт    | Франсуаз Дюрр  | Бетті Стеве Венді Тернбулл         | 3–6, 7–5, 6–4      |

### Підсумкові турніри року

#### Пари: 2 (1 титул)
| Результат | Рік  | Місце        | Поверхня       | Партнер       | Супротивниці                    | Рахунок                 |
| --------- | ---- | ------------ | -------------- | ------------- | ------------------------------- | ----------------------- |
| Перемога  | 1975 | Лос-Анджелес | Килим (в залі) | Маргарет Корт | Розі Казалс Біллі Джин Кінг     | 6–7(2–7), 7–6(7–2), 6–2 |
| Поразка   | 1977 | Нью-Йорк     | Килим (в залі) | Франсуаз Дюрр | Мартіна Навратілова Бетті Стеве | 7–5, 6–3                |

## Виноски
1. 1 2  Collins B. The Bud Collins History of Tennis: An Authoritative Encyclopedia and Record Book — 2 — NYC: New Chapter Press, 2010. — P. 657. — ISBN 978-0-942257-70-0
2. ↑  SNAC — 2010.
3. ↑  Who's who — (untranslated), 1849. — ISSN 0083-937X
4. 1 2 3  sonyericssonwtatour.com. Архів оригіналу за 29 липня 2020. Процитовано 11 липня 2018.

| Тенісист | Це незавершена стаття про тенісиста чи тенісистку. Ви можете допомогти проєкту, виправивши або дописавши її. |